# فیرفیلد بی (آرکانزاس)
فیرفیلد بی (آرکانزاس) (به انگلیسی: Fairfield Bay, Arkansas) یک شهر در ایالات متحده آمریکا با جمعیت ۲٬۴۶۰ نفر است که در آرکانزاس واقع شده‌است.